# Dilobura conspurcata
Dilobura conspurcata är en insektsart som beskrevs av Stsl 1859. Dilobura conspurcata ingår i släktet Dilobura och familjen lyktstritar. Inga underarter finns listade i Catalogue of Life.